# Осульф, эрл Нортумбрии
Осульф (или Освульф; англ. Osulf, Oswulf; убит в 1067) — эрл (граф) Нортумбрии в 1067 году, один из представителей местной англосаксонской знати, возглавивший систему управления Северной Англии в период непосредственно после нормандского завоевания, когда власть короля Вильгельма I Завоевателя на севере была крайне слаба.

## Биография
Осульф был сыном Эдвульфа III, бывшего элдормена Берниции и главы древнего англосаксонского рода, самого влиятельного в северо-восточной Англии. 
Осульф был признанным лидером среди полунезависимых магнатов Берниции, и когда в 1067 году после нормандского завоевания графом Нортумбрии был назначен Копси, местная знать выступила против нормандского ставленника. Весной того года Осульф неожиданно напал на Копси и убил его в Ньюберне. После этого он добился своего признания эрлом Нортумбрии от короля Вильгельма I Завоевателя, который ещё не был готов к прямому вмешательству в дела Северной Англии. Однако правление Осульфа продолжалось недолго: осенью 1067 года он был убит одной из группировок, соперничавших за влияние на севере. Вскоре после этого право на титул графа Нортумбрии выкупил двоюродный брат Осульфа Госпатрик.